# ニューヨーク生命保険会社
ニューヨーク生命保険会社（ニューヨークせいめいほけんがいしゃ、英: :New York Life Insurance Company, NYLIC。和名に紐育生命保険）はアメリカ合衆国の生命保険会社であり、アメリカ最大の相互生命保険会社。

## 概要
アメリカ合衆国が1831年に初めて生命保険商品を承認したところ、ニューヨーク生命保険会社はそれから10年後の1841年、ノーチラス保険として、ニューヨーク州マンハッタンのフィナンシャル・ディストリクトで発足した。創立時には火災保険及び海上保険を取り扱っていた。
1847年には、保険契約の3分の1は奴隷保険であったが、これは翌年に販売中止が決議された 。南北戦争中は兵士や民間人に対して保険を販売した。1800年代後半には女性営業員を雇用するようになった。生命保険業に注力するため、1845年、ニューヨーク生命保険会社と改称した。
第二次世界大戦中は、アメリカの政策を審議する暫定委員会に社長のジョージ・L・ハリソンが顧問として参与した。
戦後は事業を多角化し、1940年代後半は不動産開発や退役軍人用の住宅ローンを扱い始めた。1957年には黒人営業員の雇用も開始した。
2007年に発生した世界金融危機の際には、現金を国債等に投資して安定性を計っている。
2013年にデクシア・アセット・マネジメント（のちのキャンドリアム・インベスターズ・グループ）を買収した。

## 海外活動
現在、欧州、アジア、オーストラリアで、最大級の資産運用会社の一つとなっている。

### 日本
初期の日本の保険業界の同社の生命保険約款は研究対象の一つであった。
1896年（明治29年）には横浜商館72番館に代理店が設けられていた。
太平洋横断ケーブルの通信網が到達したあとの1908年（明治41年）には東京市に東京支店、日本橋支部、銀座支部が存在しており、1911年には小樽から熊本まで17の代理店があった
。
関東大震災やドイツのミュンヘン一揆の翌年の1924年、「米国内事業に全力を集中する」ため日本での新規契約を中止し、組織をイギリスのカナダ・サン生命に譲渡して撤退。
2016年になって、東京都千代田区大手町に完全子会社のニューヨーク・ライフ・インベストメント・マネージメント・アジア・リミテッド日本支店が置かれた  。

### アジア
2004年に中国でハイアールと合弁で生命保険会社を設立しており、売上は中国内の外国保険会社28社のうち21位だった。
しかしながら2011年に撤退を発表。同年は、香港、韓国、タイ国からも撤退した 。

### ウクライナ
2022年のロシアのウクライナ侵攻に際してはウクライナに30万ドルの支援を表明し、ニューヨークライフ・インベストメンツがロシア証券の購入停止を声明した。